# Cephalophyllum hallii
Cephalophyllum hallii är en isörtsväxtart som beskrevs av L. Bol. Cephalophyllum hallii ingår i släktet Cephalophyllum och familjen isörtsväxter. Inga underarter finns listade i Catalogue of Life.